# Stade Chedli Zouiten
Het Stade Chedli Zouiten (Arabisch: ملعب الشاذلي زويتن) is een multifunctioneel stadion in Mutuelleville, een stad die tegen de hoofdstad Tunis aan ligt, in Tunesië. In het stadion kunnen 18.000 toeschouwers. Het stadion wordt vooral gebruikt voor voetbalwedstrijden. Stade Tunisien gebruikt het als thuisstadion. Het stadion werd een aantal keer gebruikt voor een internationaal voetbaltoernooi. Twee keer op voor de Afrika Cup en eenmaal voor Wereldkampioenschap voetbal onder 20, dat was in 1977.

## Afrika Cup
Dit stadion werd twee keer gebruikt voor de Afrika Cup. Op de Afrika Cup van 1965 en 1994. In 1965 werd in dit stadion de finale gespeeld tussen Ghana en het gastland Tunesië. In 1994 was er slechts 1 groepswedstrijd.
| 1 | 12 november 1965 | Tunesië – Ethiopië  | 4 – 0 | Groep A      |  |  |  |
| 2 | 14 november 1965 | Senegal – Tunesië   | 0 – 0 | Groep A      |  |  |  |
| 3 | 19 november 1965 | Senegal – Ethiopië  | 5 – 1 | Groep A      |  |  |  |
| 4 | 21 november 1965 | Senegal – Ivoorkust | 0 – 1 | Troostfinale |  |  |  |
| 5 | 21 november 1965 | Ghana – Tunesië     | 3 – 2 | Finale       |  |  |  |
|   |                  |                     |       |              |  |  |  |
| 6 | 28 maart 1994    | Egypte – Gabon      | 4 – 0 | Groep B      |  |  |  |